# Avit II de Clermont
Avit II, Avitus en latin, est un ecclésiastique, évêque de Clermont de 676 à 691. Son frère, Bonnet de Clermont, lui succède à sa demande sur la chaire épiscopale de Clermont avec le consentement du peuple et du clergé.

## Biographie
Fils de Deodatus, aristocrate de Clermont, et de Syagria, descendante du frère Avit Ier de Clermont. Les miracles qui s’étaient produits au tombeau de saint Priest, à Volvic le déterminent à y bâtir un monastère. Il y transfére les restes de saint Autstremoine d’Issoire. Il donne à Blanche, qu’il avait amenée de Bretagne et a qui il avait rendu la vue, la direction du monastère de Royat fondé par son prédécesseur. Après avoir exercé son épiscopat pendant quinze ans de 676 à 691, se trouvant malade et voyant sa fin approcher, il désigne son frère Bonnet de Clermont pour lui succéder.